# Dioecesis Pannoniae

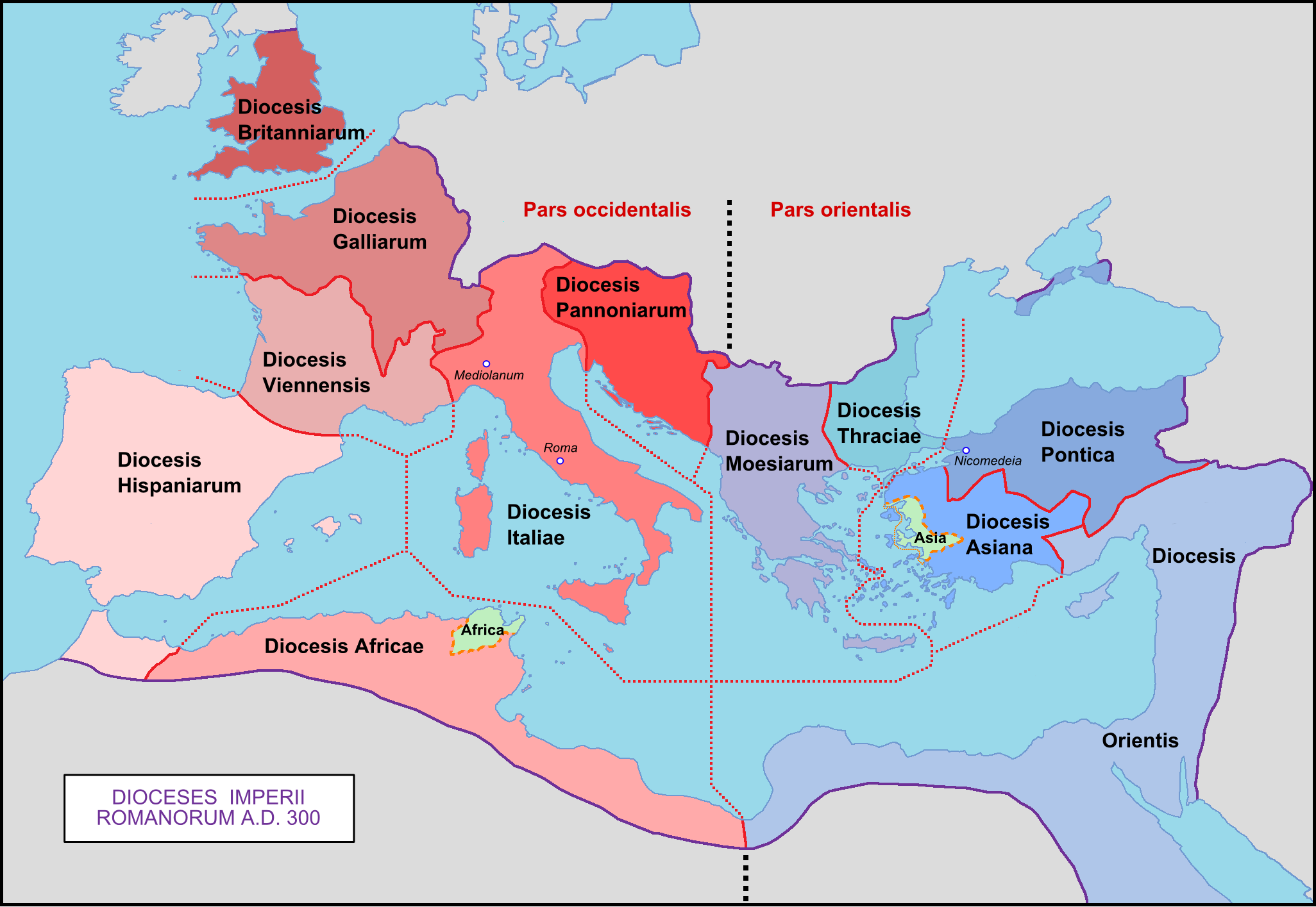
Die Diözesen von ca. 293 bis vor 337.

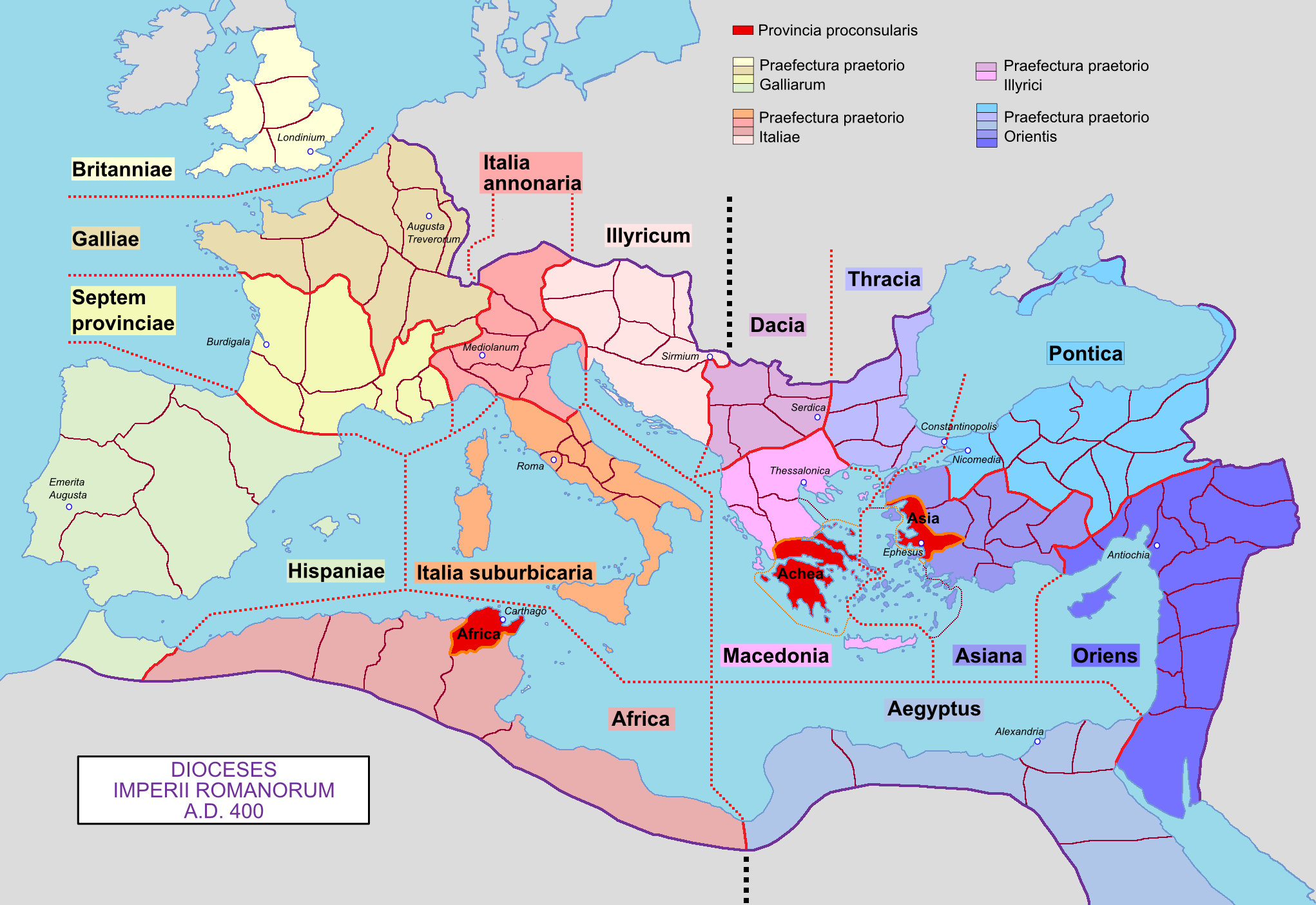
Die Diözesen um 400 n. Chr. (Spätantike)

Die Dioecesis Pannoniae (ab 395 Dioecesis Illyrici occidentale) war eine spätantike Verwaltungseinheit (Dioecesis) des Römischen Reiches. Sie bestand von 314 bis in die 440er Jahres. Der Hauptort war Sirmium, das heutige Sremska Mitrovica.

## Gebietsstruktur
Die Dioecesis Pannoniae umfasste folgende 7 Provinzen:
- Pannonia inferior
- Pannonia Savensis
- Dalmatia
- Valeria
- Pannonia superior
- Noricum ripense
- Noricum mediterraneum

## Geschichte
Das Römische Reich war zunächst in 46 Provinzen aufgeteilt, die von Diokletian im Wesentlichen durch Aufteilung um 300 nach Christus auf 101 Provinzen erhöht wurden, die wiederum in Diözesen zusammengefasst wurden. Der Leiter der Diözesen (und Provinzen) war der Vicarius, Stellvertreter des nach 312 aus dem militärischen Prätorianerpräfekten hervorgegangenen Zivilbeamten. Bereits bei der Reichsteilung 395 wurde die Struktur der Diözesen geändert. Der Name wurde in Dioecesis Illyrici occidentale geändert. In den 440er Jahren gingen die südlichen Teile der Diözese an die Hunnen verloren.

## Liste bekannter Vicarii
- Valerius Licinius (308–314)